# 相賀裕美子
相賀 裕美子（さが ゆみこ、1956年 - ）は、日本の生物学者。元国立遺伝学研究所副所長。

## 人物・経歴
京都生まれ。1979年筑波大学第二学群生物学類卒業。柳澤嘉一郎研究室に入り、1984年筑波大学大学院生物科学研究科修了、理学博士、メモリアル・スローン・ケッタリングがんセンター博士研究員。1989年理化学研究所筑波研究センター基礎科学特別研究員。1992年萬有製薬つくば研究所研究員。1997年国立医薬品食品衛生研究所毒性部第4室長。2000年国立遺伝学研究所教授。2019年国立遺伝学研究所副所長。2020年文部科学省文化審議会文化功労者選考分科会委員。日本学術会議連携会員なども務めた。2022年定年退職、国立遺伝学研究所名誉教授。

## 著書
- 『発生遺伝学 : 脊椎動物のからだと器官のなりたち』（武田洋幸と共著）東京大学出版会 2007年